# Beniakovce
Beniakovce (maďarsky Benyék) jsou obec na Slovensku, v okrese Košice-okolí. Žije zde 873 obyvatel. Rozloha katastrálního území činí 3,81 km².

## Historie
První písemná zmínka o vesnici je z roku 1379, kde je nazývána jako Benyekfaula, v dalším období nesla názvy Benyek v roce 1404, Benek v roce 1437, Benakowece v roce 1773 nebo Beňákowce od roku 1808. Od roku 1948 nesou název Beniakovce. Obec byla majetkem zdejších zemanů Benyekiovců. V roce 1427 platila daň z osmi port. V roce 1715 měla dvě domácnosti, v roce 1772 zde žilo dvacet dva rodin a v roce 1828 žilo v třiceti dvou domech žilo 243 obyvatel. Hlavní obživou bylo zemědělství.

## Polohopis
Území obce leží v Košické kotlině na východním úpatí Košické hory (360 m n. m.) v údolí řeky Torysy. Nadmořská výška se pohybuje v rozmezí 195–360 metrů. Převážně odlesněný terén má nivní, ilimerizované až hnědozemní půdy, v západní části je lesní porost s převahou dubu a habru. Samotná obecní zástavba, původně situovaná jako uliční zástavba, se nachází na pravém břehu řeky Torysy. Celková rozloha území obce je 3,8054 km², z toho v roce 2020 připadalo 86 % na zemědělskou půdu. Celkové využití půdy (2020): 50 % orná půda, 3 % zahrady, 33 % travnaté plochy a 3 % vodní plocha. Obec leží 12 km severovýchodně od Košic, její katastrální území sousedí:
|                    | Budimír, Vajkovce |            |
| Dargovských hrdinů |                   | Rozhanovce |
| Dargovských hrdinů | Hrašovík          | Rozhanovce |

## Památky
V obci je římskokatolický kostel zasvěcený Nejsvětějšímu srdci Ježíšovu z roku 1926 a přestavěn v letech 2009–2011. Farnost Beniakovce náleží pod římskokatolickou farnost Budimír děkanát Obišovce arcidiecéze košická.